# Chandra Sturrup
Chandra Lavon Sturrup, bahamska atletinja, * 12. september 1971, Nassau, Bahami.
Nastopila je na olimpijskih igrah v letih 1996, 2000, 2004, 2008 in 2012, leta 2000 je osvojila naslov olimpijske prvakinje v štafeti 4×100 m, leta 1996 pa je v isti disciplini osvojila še srebrno medaljo, ob tem je bila še četrta in peta v teku na 100 m, četrta v štafeti 4x100 m in šesta v teku na 200 m. Na svetovnih prvenstvih je osvojila naslov prvakinje leta 1999 in srebrno medaljo leta 2009 v štafeti 4x100 m ter srebrno in bronasto medaljo v teku na 100 m v letih 2003 in 2001.